# خفة الرجل
خفة الرجل هو فيلم كوميدي مغربي صدر سنة 2018، من إخراج هشام الجباري، وكتابة بشرى مالك، ومن بطولة عبد الصمد مفتاح الخير، وهشام الوالي، وهاجر كريكع، ونسرين الراضي، وعادل أبا تراب، وسعيد أيت باجا، وعبد الإله عاجل. تدور الأحداث حول شاب مسالم يحلم بأن يصبح نجم تمثيل يضطر لإثبات زواجه من فتاة لا يعرفها تحت ضغط من والدها القاسي.

## القصة
هشام شاب هادئ وحالم، هدفه أن يصبح ممثلًا معروفًا، لذلك يتجنب أي مشاكل يمكن أن تعرقل طريقه. في إحدى الليالي، وبينما كان يعبر شارعًا جانبيًا هادئًا، صادف مشهدًا صادمًا: رجلان يحاولان الاعتداء على فتاة وسرقتها. تطلب الفتاة النجدة من هشام، وتسرع بإعطائه ساعة ثمينة وتقول له إنها أمانة، ثم تضع بين يديه هاتفًا لتتواصل معه لاحقًا، قبل أن تهرب من المكان.
يدرك الرجلان أن الساعة أصبحت مع هشام، ويبدآن في مطاردته. وخوفًا من أن يُصاب بأذى، يقفز هشام فوق سور إحدى الفيلات ويدخلها للاختباء. داخل الفيلا، يفاجأ بشابة فاقدة للوعي والدم ينزف من جبهتها. يرتبك من المنظر، لكن دون تردد، ينقلها بسرعة إلى المستشفى.
هناك، يعرف أن اسم الفتاة هو كلثوم، لكن طاقم المستشفى يظن أن هشام زوجها بسبب الطريقة التي وصل بها، رغم أنه يؤكد للجميع أنه لا يعرفها، وأنه تصرف فقط بدافع إنساني.
يُستدعى والد الفتاة، الحاج المعطي، وهو رجل صارم من الريف، يأتي ومعه ابنا أخيه، الهادي والراضي، اللذان ينفذان أوامره. يتهم الحاج ابنته بأنها تزوجت من هشام سرًا، لكن كلثوم تنفي معرفتها به تمامًا وتؤكد أنها تراه لأول مرة. رغم ذلك، لا يصدق الحاج كلامها، ويُصرّ على أن هشام هو زوجها، ويضغط عليه للاعتراف. وعندما يرفض هشام، يأمر الهادي والراضي باختطافه ونقله إلى المزرعة.
في المزرعة، يجد هشام نفسه محتجزًا، ثم ينضم إليه صديقه رياض الذي حاول مساعدته لكنه وقع هو الآخر في قبضة الحاج. يعيش الصديقان هناك سلسلة من المواقف الطريفة والمربكة، ويقضيان وقتًا مليئًا بالمحاولات الفاشلة للهروب من قبضة الحاج وأبناء أخيه، وسط مواقف لا تخلو من الطرافة والتوتر.

## طاقم التمثيل
- عبد الصمد مفتاح الخير بدور هشام
- هشام الوالي بدور رياض
- هاجر كريكع بدور كلثوم
- نسرين الراضي بدور اسمهان
- عبد الإله عاجل بدور الحاج المعطي
- عادل أبا تراب بدور الراضي
- سعيد أيت باجا بدور الهادي
- عدنان موحجة بدور الطبيب

## روابط خارجية
- خفة الرجل على موقع قاعدة بيانات الأفلام العربية